# Leichtathletik-U23-Europameisterschaften 2019
Die 12. Leichtathletik-U23-Europameisterschaften fanden vom 11. bis zum 14. Juli 2019 in der schwedischen Stadt Gävle statt. Schweden war nach den U23-Europameisterschaften 1999 in Göteborg zum zweiten Mal Ausrichter.
Die Vergabe der Titelkämpfe an Gävle erfolgte am 28. April 2017 beim 148. offiziellen Council-Meeting der European Athletic Association (EAA) in Paris.

## Ergebnisse

### Frauen

#### 100 m
| Platz | Athletin               | Land | Zeit (s)         |
| ----- | ---------------------- | ---- | ---------------- |
| 1     | Ewa Swoboda            | POL  | 11,15 SB         |
| 2     | Cynthia Leduc          | FRA  | 11,40            |
| 3     | Lisa Nippgen           | GER  | 11,45            |
| 4     | Diana Vaisman          | ISR  | 11,48            |
| 5     | Ciara Neville          | IRL  | 11,57 =SB        |
| 6     | Lotta Kemppinen        | FIN  | 11,59            |
| 7     | Sindija Bukša          | LAT  | 11,64            |
| 8     | Molly Scott            | IRL  | 11,70 PB         |
| …     |                        |      |                  |
| …     | Géraldine Frey         | SUI  | 11,79 Halbfinale |
| …     | Patrizia van der Weken | LUX  | 11,82 Halbfinale |
| …     | Jennifer Montag        | GER  | 11,91 Halbfinale |
| …     | Keshia Kwadwo          | GER  | 12,09 Qualif.    |
| …     | Inola Blatty           | SUI  | 12,40 Qualif.    |
| …     | Julia Schwarzinger     | AUT  | 12,69 Qualif.    |

Finale: 12. Juli
Wind: +0,6 m/s

#### 200 m
| Platz | Athletin               | Land | Zeit (s)      |
| ----- | ---------------------- | ---- | ------------- |
| 1     | Sindija Bukša          | LAT  | 23,24 SB      |
| 2     | Estelle Raffai         | FRA  | 23,35 SB      |
| 3     | Sarah Richard-Mingas   | FRA  | 23,50         |
| 4     | Paula Sevilla          | ESP  | 23,52         |
| 5     | Sophia Junk            | GER  | 23,53         |
| 6     | Kristal Awuah          | GBR  | 23,66         |
| 7     | Manon Depuydt          | BEL  | 24,04         |
| 8     | Marina Andreea Baboi   | ROU  | 24,10         |
| …     |                        |      |               |
| …     | Silke Lemmens          | SUI  | 24,55 Qualif. |
| …     | Patrizia van der Weken | LUX  | 24,73 Qualif. |
| …     | Julia Schwarzinger     | AUT  | 24,84 Qualif. |

Finale: 13. Juli
Wind: −0,9 m/s

#### 400 m
| Platz | Athletin             | Land | Zeit (s) |
| ----- | -------------------- | ---- | -------- |
| 1     | Natalia Kaczmarek    | POL  | 52,34 PB |
| 2     | Lada Vondrová        | CZE  | 52,40    |
| 3     | Andrea Miklós        | ROU  | 52,66 SB |
| 4     | Luna Bulmahn         | GER  | 52,94    |
| 5     | Nelly Schmidt        | GER  | 53,16    |
| 6     | Anastassija Bryshina | UKR  | 53,20    |
| 7     | Sharlene Mawdsley    | IRL  | 53,57    |
| 8     | Rebecca Borga        | ITA  | 53,64    |

Finale: 13. Juli

#### 800 m
| Platz | Athletin                | Land | Zeit (min)      |
| ----- | ----------------------- | ---- | --------------- |
| 1     | Jemma Reekie            | GBR  | 2:05,19         |
| 2     | Ellie Baker             | GBR  | 2:06,33         |
| 3     | Nadia Power             | IRL  | 2:06,68         |
| 4     | Gabriela Gajanová       | SVK  | 2:06,78         |
| 5     | Angelika Sarna          | POL  | 2:07,46         |
| 6     | Elena Bellò             | ITA  | 2:07,59         |
| 7     | Selina Fehler           | SUI  | 2:07,79         |
| 8     | Vendula Hluchá          | CZE  | 2:09,34         |
| …     |                         |      |                 |
| …     | Carolina Hernandez-Pita | SUI  | 2:09,28 Qualif. |
| …     | Sonja Andenmatten       | SUI  | 2:13,93 Qualif. |

Finale: 13. Juli

#### 1500 m
| Platz | Athletin         | Land | Zeit (min) |
| ----- | ---------------- | ---- | ---------- |
| 1     | Jemma Reekie     | GBR  | 4:22,81    |
| 2     | Elise Vanderelst | BEL  | 4:23,50    |
| 3     | Marta Zenoni     | ITA  | 4:23,96    |
| 4     | Eliza Megger     | POL  | 4:25,12    |
| 5     | Salomé Afonso    | POR  | 4:25,78    |
| 6     | Patrícia Silva   | POR  | 4:26,06    |
| 7     | Águeda Marqués   | ESP  | 4:26,26    |
| 8     | Lucía Rodríguez  | ESP  | 4:26,26    |

Finale: 14. Juli

#### 5000 m
| Platz | Athletin           | Land | Zeit (min)     |
| ----- | ------------------ | ---- | -------------- |
| 1     | Anna Emilie Møller | DEN  | 15:07,70 NR    |
| 2     | Alina Reh          | GER  | 15:11,25       |
| 3     | Celia Antón        | ESP  | 15:28,66 NU23R |
| 4     | Miriam Dattke      | GER  | 15:40,61 PB    |
| 5     | Francesca Tommasi  | ITA  | 15:44,90 PB    |
| 6     | Jodie Judd         | GBR  | 15:51,67 PB    |
| 7     | Yayla Kılıç        | TUR  | 15:52,88 PB    |
| 8     | Sylwia Indeka      | POL  | 15:57,86 PB    |
| 9     | Federica Zanne     | ITA  | 16:05,36 PB    |
| 10    | Leah Hanle         | GER  | 16:05,87       |
| …     |                    |      |                |
| 17    | Ylva Traxler       | AUT  | 17:00,59       |

14. Juli

#### 10.000 m
| Platz | Athletin           | Land | Zeit (min)  |
| ----- | ------------------ | ---- | ----------- |
| 1     | Alina Reh          | GER  | 31:39,34 CR |
| 2     | Miriam Dattke      | GER  | 32:29,45 PB |
| 3     | Jasmijn Lau        | NED  | 33:35,66    |
| 4     | Yayla Kılıç        | TUR  | 33:41,14 PB |
| 5     | Emeline Delanis    | FRA  | 33:48,64    |
| 6     | Julia Paternain    | GBR  | 33:51,31    |
| 7     | Wiktorija Schkurko | UKR  | 33:55,55 PB |
| 8     | Leah Hanle         | GER  | 34:02,54    |

12. Juli

#### 20 km Gehen
| Platz | Athletin         | Land | Zeit (h)   |
| ----- | ---------------- | ---- | ---------- |
| 1     | Ayşe Tekdal      | TUR  | 1:34:47    |
| 2     | Olga Niedziałek  | POL  | 1:35:54    |
| 3     | Jana Smerdowa    | ANA  | 1:35:58    |
| 4     | Marina Peña      | ESP  | 1:37:12    |
| 5     | Antía Chamosa    | ESP  | 1:37:34    |
| 6     | Lidia Barcella   | ITA  | 1:38:05    |
| 7     | Sofia Alikanioti | GRE  | 1:39:11 PB |
| 8     | Teresa Zurek     | GER  | 1:39:41    |

14. Juli

#### 100 m Hürden
| Platz | Athletin             | Land | Zeit (s)         |
| ----- | -------------------- | ---- | ---------------- |
| 1     | Elwira Herman        | BLR  | 12,70 CR SB      |
| 2     | Klaudia Siciarz      | POL  | 12,82 PB         |
| 3     | Laura Valette        | FRA  | 12,97            |
| 4     | Sacha Alessandrini   | FRA  | 13,12 PB         |
| 5     | Ruslana Raschkawan   | BLR  | 13,22            |
| 6     | Swjatlana Parachonka | BLR  | 13,31            |
| 7     | Klaudia Wojtunik     | POL  | 13,49            |
| 8     | Pauline Salies       | FRA  | 13,53            |
| …     |                      |      |                  |
| …     | Kim Flattich         | SUI  | 13,77 Halbfinale |
| …     | Karin Strametz       | AUT  | 13,80 Halbfinale |
| …     | Sandra Röthlin       | SUI  | 14,45 Qualif.    |
| …     | Selina von Jackowski | SUI  | 14,50 Qualif.    |

Finale: 12. Juli
Wind: +1,8 m/s

#### 400 m Hürden
| Platz | Athletin           | Land | Zeit (s)        |
| ----- | ------------------ | ---- | --------------- |
| 1     | Paulien Couckuyt   | BEL  | 56,17 PB        |
| 2     | Linda Olivieri     | ITA  | 56,22           |
| 3     | Yasmin Giger       | SUI  | 56,37 SB        |
| 4     | Rebecca Sartori    | ITA  | 56,93           |
| 5     | Agata Zupin        | SLO  | 56,97           |
| 6     | Lada Vondrová      | CZE  | 57,29           |
| 7     | Viivi Lehikoinen   | FIN  | 58,24           |
| 8     | Natalia Wosztyl    | POL  | 59,69           |
| …     |                    |      |                 |
| …     | Oksana Aeschbacher | SUI  | 59,64 Qualif.   |
| …     | Karin Disch        | SUI  | 1:00,28 Qualif. |

Finale: 14. Juli

#### 3000 m Hindernis
| Platz | Athletin              | Land | Zeit (min) |
| ----- | --------------------- | ---- | ---------- |
| 1     | Anna Emilie Møller    | DEN  | 9:27,31 CR |
| 2     | Eilish Flanagan       | IRL  | 9:51,72 PB |
| 3     | Claudia Prisecaru     | ROU  | 9:53,21 PB |
| 4     | Agnes Thurid Gers     | GER  | 9:53,73 PB |
| 5     | Lea Meyer             | GER  | 9:55,37    |
| 6     | Semra Karaslan        | TUR  | 9:58,25 PB |
| 7     | Jasmijn Bakker        | NED  | 9:59,02    |
| 8     | Patrycja Kapała       | POL  | 10:12,23   |
| …     |                       |      |            |
| 15    | Katharina Pesendorfer | AUT  | 10:48,06   |

Finale: 13. Juli

#### 4 × 100 m Staffel
| Platz | Land                   | Athletinnen                                                             | Zeit (s)      |
| ----- | ---------------------- | ----------------------------------------------------------------------- | ------------- |
| 1     | Deutschland            | Jennifer Montag Keshia Kwadwo Sophia Junk Lisa Nippgen                  | 43,45 =WU23L  |
| 2     | Frankreich             | Leisly Régulier Eloïse de La Taille Estelle Raffai Sarah Richard-Mingas | 43,82         |
| 3     | Polen                  | Klaudia Siciarz Marlena Gola Martyna Kotwiła Ewa Swoboda                | 44,08 SB      |
| 4     | Irland                 | Molly Scott Ciara Neville Sharlene Mawdsley Gina Akpe-Moses             | 44,32         |
| 5     | Vereinigtes Königreich | Melissa Roberts Alisha Rees Hannah Brier Shannon Malone                 | 44,54         |
| 6     | Spanien                | Anna Obradors Paula García Paula Sevilla Lara Gómez                     | 44,56         |
| 7     | Italien                | Zaynab Dosso Sofia Bonicalza Laura Fattori Chiara Melon                 | 45,29         |
| 8     | Schweiz                | Inola Blatty Silke Lemmens Coralie Ambrosini Géraldine Frey             | 45,64         |
| …     |                        |                                                                         |               |
| …     | Österreich             | Karin Strametz Julia Schwarzinger Katharina Haberditz Ina Huemer        | 45,84 Qualif. |

Finale: 14. Juli

#### 4 × 400 m Staffel
| Platz | Land                   | Athletinnen                                                                            | Zeit (min)    |
| ----- | ---------------------- | -------------------------------------------------------------------------------------- | ------------- |
| 1     | Polen                  | Karolina Łozowska Natalia Wosztyl Natalia Widawska Natalia Kaczmarek                   | 3:32,56 WU23L |
| 2     | Vereinigtes Königreich | Lily Beckford Finette Agyapong Yasmin Liverpool Hannah Williams                        | 3:32,91       |
| 3     | Deutschland            | Nelly Schmidt Corinna Schwab Alica Schmidt Luna Bulmahn                                | 3:33,83       |
| 4     | Ukraine                | Jana Katschur Natalija Pyroschenko-Tschornomas Iwanna Awramtschuk Anastassija Bryshina | 3:34,33       |
| 5     | Italien                | Alice Mangione Anna Polinari Aurora Casagrande Montesi Rebecca Borga                   | 3:36,96       |
| 6     | Slowakei               | Michaela Pešková Gabriela Gajanová Simona Malatincová Miriam Cidoríková                | 3:46,26       |
|       | Frankreich             | Diana Iscaye Léna Kandissounon Laurine Xailly Kalyl Amaro                              | DQ            |

14. Juli

#### Hochsprung
| Platz | Athletin           | Land | Höhe (m)     |
| ----- | ------------------ | ---- | ------------ |
| 1     | Julija Lewtschenko | UKR  | 1,97 SB      |
| 2     | Christina Honsel   | GER  | 1,92 PB      |
| 3     | Ella Junnila       | FIN  | 1,92         |
| 4     | Karyna Dsjamidsik  | BLR  | 1,92         |
| 5     | Claire Orcel       | BEL  | 1,89 SB      |
| 6     | Morgan Lake        | GBR  | 1,85         |
| 7     | Maja Nilsson       | SWE  | 1,85 SB      |
| 8     | Saleta Fernández   | ESP  | 1,80         |
| 8     | Bianca Salming     | SWE  | 1,80         |
| 10    | Paulina Borys      | POL  | 1,80         |
| 11    | Salome Lang        | SUI  | 1,80         |
| …     |                    |      |              |
| 14    | Leonie Reuter      | GER  | 1,73 Qualif. |
| 27    | Elodie Tshilumba   | LUX  | 1,68 Qualif. |

Finale: 13. Juli

#### Stabhochsprung
| Platz | Athletin              | Land | Höhe (m)   |
| ----- | --------------------- | ---- | ---------- |
| 1     | Angelica Moser        | SUI  | 4,56 EU23L |
| 2     | Amálie Švábíková      | CZE  | 4,35       |
| 3     | Jelisaweta Bondarenko | ANA  | 4,35       |
| 4     | Killiana Heymans      | NED  | 4,20       |
| 5     | Charlotte Iva         | FRA  | 4,20 =PB   |
| 5     | Wilma Murto           | FIN  | 4,20       |
| 7     | Miren Bartolomé       | ESP  | 4,00       |
| 7     | Alice Moindrot        | FRA  | 4,00       |
| 7     | Nikola Pöschlová      | CZE  | 4,00       |
| 10    | Pascale Stöcklin      | SUI  | 4,00       |

Finale: 14. Juli

#### Weitsprung
| Platz | Athletin          | Land | Weite (m) |
| ----- | ----------------- | ---- | --------- |
| 1     | Hilary Kpatcha    | FRA  | 6,73      |
| 2     | Petra Farkas      | HUN  | 6,55 PB   |
| 3     | Milica Gardašević | SRB  | 6,43      |
| 4     | Merle Homeier     | GER  | 6,40      |
| 5     | Kaiza Karlén      | SWE  | 6,33      |
| 6     | Irati Mitxelena   | ESP  | 6,27      |
| 7     | Alice Hopkins     | GBR  | 6,12      |
| 8     | Jessica Barreira  | POR  | 6,10      |

Finale: 14. Juli

#### Dreisprung
| Platz | Athletin                 | Land | Weite (m)     |
| ----- | ------------------------ | ---- | ------------- |
| 1     | Diana Zagainova          | LTU  | 13,89         |
| 2     | Tuğba Danışmaz           | TUR  | 13,85 NU23R   |
| 3     | Wijaleta Skwarzowa       | BLR  | 13,79 SB      |
| 4     | Naomi Ogbeta             | GBR  | 13,64         |
| 5     | Georgiana Iuliana Aniței | ROU  | 13,55 PB      |
| 6     | Emelie Nyman-Wänseth     | SWE  | 13,49 PB      |
| 7     | Marina Lobato            | ESP  | 13,18         |
| 8     | Jelysaweta Babij         | UKR  | 12,95         |
| …     |                          |      |               |
| 19    | Alina Tobler             | SUI  | 12,35 Qualif. |

Finale: 12. Juli

#### Kugelstoßen
| Platz | Athletin          | Land | Weite (m) |
| ----- | ----------------- | ---- | --------- |
| 1     | Alina Kenzel      | GER  | 17,94     |
| 2     | Katharina Maisch  | GER  | 17,64     |
| 3     | Julia Ritter      | GER  | 17,17     |
| 4     | Divine Oladipo    | GBR  | 16,79 SB  |
| 5     | Jessica Schilder  | NED  | 16,51     |
| 6     | Benthe König      | NED  | 16,37     |
| 7     | Maja Ślepowrońska | POL  | 15,96     |
| 8     | Eveliina Rouvali  | FIN  | 15,70     |

Finale: 13. Juli

#### Diskuswurf
| Platz | Athletin            | Land | Weite (m)      |
| ----- | ------------------- | ---- | -------------- |
| 1     | Marija Tolj         | CRO  | 62,76 EU23L PB |
| 2     | Alexandra Emilianov | MDA  | 57,30          |
| 3     | Annina Brandenburg  | GER  | 56,52          |
| 4     | Julia Ritter        | GER  | 55,54          |
| 5     | Vanessa Kamga       | SWE  | 55,48          |
| 6     | Kristina Rakočević  | MNE  | 54,43          |
| 7     | Niamh Fogarty       | IRL  | 51,57          |
| 8     | Helena Leveelahti   | FIN  | 51,03          |
| …     |                     |      |                |
| 13    | Chantal Tanner      | SUI  | 50,46 Qualif.  |

Finale: 12. Juli

#### Hammerwurf
| Platz | Athletin          | Land | Weite (m) |
| ----- | ----------------- | ---- | --------- |
| 1     | Sofja Palkina     | ANA  | 71,08     |
| 2     | Nastassja Maslawa | BLR  | 69,36 SB  |
| 3     | Sara Fantini      | ITA  | 68,35     |
| 4     | Aleksandra Śmiech | POL  | 66,87 PB  |
| 5     | Grete Ahlberg     | SWE  | 65,88     |
| 6     | Krista Tervo      | FIN  | 63,82     |
| 7     | Emma Thor         | SWE  | 63,10     |
| 8     | Frida Bååth       | SWE  | 62,57     |

Finale: 12. Juli

#### Speerwurf
| Platz | Athletin            | Land | Weite (m)     |
| ----- | ------------------- | ---- | ------------- |
| 1     | Annika-Marie Fuchs  | GER  | 63,68 PB      |
| 2     | Eda Tuğsuz          | TUR  | 61,03         |
| 3     | Evelina Mendes      | FRA  | 55,57         |
| 4     | Luisa Sinigaglia    | ITA  | 52,23         |
| 5     | Géraldine Ruckstuhl | SUI  | 51,84         |
| 6     | Claudia Ferreira    | POR  | 51,27         |
| 7     | Sara Zabarino       | ITA  | 51,02         |
| 8     | Palina Lasko        | BLR  | 50,78         |
| …     |                     |      |               |
| 13    | Patricia Madl       | AUT  | 47,98 Qualif. |

Finale: 14. Juli

#### Siebenkampf
| Platz | Athletin                | Land | Punkte  |
| ----- | ----------------------- | ---- | ------- |
| 1     | Géraldine Ruckstuhl     | SUI  | 6274 SB |
| 2     | Sophie Weißenberg       | GER  | 6175    |
| 3     | Hanne Maudens           | BEL  | 6093 SB |
| 4     | Emma Oosterwegel        | NED  | 6072    |
| 5     | Sarah Lagger            | AUT  | 6026    |
| 6     | Adrianna Sułek          | POL  | 5954    |
| 7     | Bianca Salming          | SWE  | 5754    |
| 8     | Amanda Grefstad Frøynes | NOR  | 5706    |
| 9     | Claudia Conte           | ESP  | 5677    |
| 10    | Vanessa Grimm           | GER  | 5649    |
| …     |                         |      |         |
| 19    | Lydia Boll              | SUI  | 5122    |

11./12. Juli

### Männer

#### 100 m
| Platz | Athlet           | Land | Zeit (s)      |
| ----- | ---------------- | ---- | ------------- |
| 1     | Henrik Larsson   | SWE  | 10,23         |
| 2     | Oliver Bromby    | GBR  | 10,24         |
| 3     | Joris van Gool   | NED  | 10,27         |
| 4     | Kevin Kranz      | GER  | 10,28         |
| 5     | Marvin Schulte   | GER  | 10,30         |
| 6     | Dominic Ashwell  | GBR  | 10,37         |
| 7     | Amaury Golitin   | FRA  | 10,38         |
| 8     | Austin Hamilton  | SWE  | 14,70         |
| …     |                  |      |               |
| …     | Joshua Hartmann  | GER  | 10,98 Qualif. |
| …     | Philipp Frommelt | LIE  | 11,67 Qualif. |

Finale: 12. Juli
Wind: +2,2 m/s

#### 200 m
| Platz | Athlet                | Land | Zeit (s)         |
| ----- | --------------------- | ---- | ---------------- |
| 1     | Shemar Boldizsar      | GBR  | 20,89            |
| 2     | Kobe Vleminckx        | BEL  | 21,04            |
| 3     | Ryan Zézé             | FRA  | 21,05            |
| 4     | Toby Harries          | GBR  | 21,17            |
| 5     | Pol Retamal           | ESP  | 21,19            |
| 6     | Loïc Prévot           | FRA  | 21,21            |
| 7     | Kasper Kadestål       | SWE  | 21,24            |
| 8     | Mathias Hove Johansen | NOR  | 21,38            |
| …     |                       |      |                  |
| …     | Frieder Scheuschner   | GER  | 21,34 Halbfinale |
| …     | Felix Straub          | GER  | 21,38 Halbfinale |
| …     | William Reais         | SUI  | 21,47 Halbfinale |
| …     | Philipp Frommelt      | LIE  | 23,15 Qualif.    |

Finale: 13. Juli
Wind: −0,1 m/s

#### 400 m
| Platz | Athlet            | Land | Zeit (s)         |
| ----- | ----------------- | ---- | ---------------- |
| 1     | Fabrisio Saïdy    | FRA  | 45,79 EU23L PB   |
| 2     | Cameron Chalmers  | GBR  | 45,92 SB         |
| 3     | Brayan Lopez      | ITA  | 46,16 PB         |
| 4     | Tymoteusz Zimny   | POL  | 46,52            |
| 5     | Franko Burraj     | ALB  | 46,79            |
| 6     | Jovan Stojoski    | MKD  | 47,01 PB         |
| 7     | Vladimir Aceti    | ITA  | 47,16            |
| 8     | Lovro Mesec Košir | SLO  | 47,32            |
| …     |                   |      |                  |
| …     | Charles Devantay  | SUI  | 47,18 Halbfinale |
| …     | Dominik Hufnagl   | AUT  | 47,48 Halbfinale |
| …     | Vincent Notz      | SUI  | 47,93 Qualif.    |
| …     | Filippo Moggi     | SUI  | 48,65 Qualif.    |
| …     | Nico Garea        | AUT  | 48,68 Qualif.    |

Finale: 13. Juli

#### 800 m
| Platz | Athlet                   | Land | Zeit (min) |
| ----- | ------------------------ | ---- | ---------- |
| 1     | Mateusz Borkowski        | POL  | 1:48,75    |
| 2     | Spencer Thomas           | GBR  | 1:49,06    |
| 3     | Pablo Sánchez-Valladares | ESP  | 1:49,36    |
| 4     | Eduardo Romero           | ESP  | 1:49,39    |
| 5     | Gabriel Tual             | FRA  | 1:49,43    |
| 6     | John Fitzsimons          | IRL  | 1:49,75    |
| 7     | Markus Einan             | NOR  | 1:49,79    |
| 8     | Simone Barontini         | ITA  | 1:49,91    |

Finale: 14. Juli

#### 1500 m
| Platz | Athlet                    | Land | Zeit (min)      |
| ----- | ------------------------- | ---- | --------------- |
| 1     | Ignacio Fontes            | ESP  | 3:50,38         |
| 2     | Piers Copeland            | GBR  | 3:50,89         |
| 3     | Elzan Bibić               | SRB  | 3:50,90         |
| 4     | Baptiste Mischler         | FRA  | 3:50,97         |
| 5     | Pierrik Jocteur-Monrozier | FRA  | 3:50,98         |
| 6     | Enrique Herreros          | ESP  | 3:51,30         |
| 7     | Martin Prodanow           | BUL  | 3:51,65         |
| 8     | Ossama Meslek             | ITA  | 3:51,97         |
| …     |                           |      |                 |
| …     | Marvin Heinrich           | GER  | 3:49,03 Qualif. |

Finale: 13. Juli

#### 5000 m
| Platz | Athlet               | Land | Zeit (min) |
| ----- | -------------------- | ---- | ---------- |
| 1     | Jimmy Gressier       | FRA  | 14:16,55   |
| 2     | Hugo Hay             | FRA  | 14:17,00   |
| 3     | Abdessamad Oukhelfen | ESP  | 14:17,23   |
| 4     | Tadesse Getahon      | ISR  | 14:17,43   |
| 5     | Suldan Hassan        | SWE  | 14:19,96   |
| 6     | Tariku Novales       | ESP  | 14:22,76   |
| 7     | Said Mechaal         | ESP  | 14:24,41   |
| 8     | Elzan Bibić          | SRB  | 14:26,40   |
| 9     | Mohamed Mohumed      | GER  | 14:27,36   |
| …     |                      |      |            |
| 16    | Jens Mergenthaler    | GER  | 14:38,32   |
| 20    | Devin Meyrer         | GER  | 14:43,63   |

13. Juli

#### 10.000 m
| Platz | Athlet                 | Land | Zeit (min)  |
| ----- | ---------------------- | ---- | ----------- |
| 1     | Jimmy Gressier         | FRA  | 28:44,17    |
| 2     | Tadesse Getahon        | ISR  | 28:46,97    |
| 3     | Emile Cairess          | GBR  | 28:50,21    |
| 4     | Nils Voigt             | GER  | 28:54,16 PB |
| 5     | Abdessamad Oukhelfen   | ESP  | 28:54,19    |
| 6     | Narve Gilje Nordås     | NOR  | 28:59,04 PB |
| 7     | Dorin Rusu             | ROM  | 28:59,47 PB |
| 8     | Jake Smith             | GBR  | 29:01,08 PB |
| …     |                        |      |             |
| 11    | Mohamed Mohumed        | GER  | 29:04,21 PB |
| 15    | Davor Aaron Bienenfeld | GER  | 29:12,67    |

11. Juli

#### 20 km Gehen
| Platz | Athlet                | Land | Zeit (h)   |
| ----- | --------------------- | ---- | ---------- |
| 1     | Wassili Misinow       | ANA  | 1:21:29    |
| 2     | Salih Korkmaz         | TUR  | 1:21:32 NR |
| 3     | Callum Wilkinson      | GBR  | 1:22:13    |
| 4     | Eduard Sabuschenko    | UKR  | 1:23:54    |
| 5     | Manuel Bermúdez       | ESP  | 1:24:17 SB |
| 6     | Abdulselam İmük       | TUR  | 1:24:34 PB |
| 7     | Dsmitryj Lukjantschuk | BLR  | 1:24:41 PB |
| 8     | Iván López            | ESP  | 1:24:59    |

14. Juli

#### 110 m Hürden
| Platz | Athlet           | Land | Zeit (s)      |
| ----- | ---------------- | ---- | ------------- |
| 1     | Jason Joseph     | SUI  | 13,45         |
| 2     | Michał Sierocki  | POL  | 13,63 PB      |
| 3     | Cameron Fillery  | GBR  | 13,64         |
| 4     | Artjom Makarenko | ANA  | 13,65         |
| 5     | Michael Obasuyi  | BEL  | 13,67         |
| 6     | Dawid Żebrowski  | POL  | 13,90         |
| 7     | James Weaver     | GBR  | 13,92         |
| 8     | Max Hrelja       | SWE  | 13,98         |
| …     |                  |      |               |
| …     | Mathieu Jaquet   | SUI  | 14,66 Qualif. |

Finale: 12. Juli
 Wind: +1,4 m/s

#### 400 m Hürden
| Platz | Athlet            | Land | Zeit (s)       |
| ----- | ----------------- | ---- | -------------- |
| 1     | Wilfried Happio   | FRA  | 49,03 EU23L PB |
| 2     | Nick Smidt        | NED  | 49,49 PB       |
| 3     | Emil Agyekum      | GER  | 49,69 PB       |
| 4     | Constantin Preis  | GER  | 49,92          |
| 5     | Maksims Sinčukovs | LAT  | 50,04 NU23R    |
| 6     | Aleix Porras      | ESP  | 50,45          |
| 7     | Ramsey Angela     | NED  | 50,51          |
| 8     | Alex Knibbs       | GBR  | 50,82          |
| …     |                   |      |                |
| …     | Julien Bonvin     | SUI  | 52,53 Qualif.  |
| …     | Sales Inglin      | SUI  | 52,72 Qualif.  |
| …     | Sebastian Gaugl   | AUT  | 53,08 Qualif.  |

Finale: 14. Juli

#### 3000 m Hindernis
| Platz | Athlet             | Land | Zeit (min) |
| ----- | ------------------ | ---- | ---------- |
| 1     | Frederik Ruppert   | GER  | 8:44,49    |
| 2     | Alexis Phelut      | FRA  | 8:45,04    |
| 3     | Simon Sundström    | SWE  | 8:45,82    |
| 4     | Iwo Balabanow      | BUL  | 8:47,20 PB |
| 5     | Lennart Mesecke    | GER  | 8:47,61    |
| 6     | Louis Gilavert     | FRA  | 8:48,28    |
| 7     | Leo Magnusson      | SWE  | 8:50,55 PB |
| 8     | El Hocine Bouchrak | ESP  | 8:51,21    |
| 9     | Clément Deflandre  | BEL  | 8:52,46    |
| 10    | Robert Baumann     | GER  | 8:53,55    |
| …     |                    |      |            |
| …     | Tobias Rattinger   | AUT  | 9:15,00    |

Finale: 14. Juli

#### 4 × 100 m Staffel
| Platz | Land                   | Athleten                                                                      | Zeit (s) |
| ----- | ---------------------- | ----------------------------------------------------------------------------- | -------- |
| 1     | Deutschland            | Kevin Kranz Marvin Schulte Deniz Almas Philipp Trutenat                       | 39,22    |
| 2     | Frankreich             | Amaury Golitin Ryan Zézé Yanis Ammour Max Sirguey                             | 39,57    |
| 3     | Belgien                | Simon Verherstraeten Kobe Vleminckx Antoine Snyders Raphael Kapenda           | 39,77    |
| 4     | Italien                | Andrei Alexandru Zlatan Diego Aldo Pettorossi Andrea Federici Nicholas Artuso | 39,96    |
| 5     | Belarus                | Maksim Bohdan Stanislau Darahakupez Maksim Hrabarenka Juryj Sabalotny         | 39,99    |
|       | Vereinigtes Königreich | Dominic Ashwell Oliver Bromby Michael Olsen Jona Efoloko                      | DNF      |
|       | Niederlande            | Dominique Zwiep Roelf Bouwmeester Joris van Gool Isayah Boers                 | DNF      |
|       | Polen                  | Eryk Hampel Rafał Pająk Jakub Gałandziej Adrian Brzeziński                    | DNF      |

Finale: 14. Juli

#### 4 × 400 m Staffel
| Platz | Land                   | Athleten                                                           | Zeit (min)      |
| ----- | ---------------------- | ------------------------------------------------------------------ | --------------- |
| 1     | Deutschland            | Maximilian Grupen Marvin Schlegel Fabian Dammermann Manuel Sanders | 3:03,92 SB      |
| 2     | Vereinigtes Königreich | Alex Haydock-Wilson Lee Thompson Joe Brier Cameron Chalmers        | 3:04,59         |
| 3     | Frankreich             | Loïc Prévot Téo Andant Lidji Mbaye Fabrisio Saïdy                  | 3:05,36         |
| 4     | Polen                  | Mateusz Rzeźniczak Cezary Mirosław Maciej Hołub Tymoteusz Zimny    | 3:07,37         |
| 5     | Spanien                | Adrián Rocandio Manuel Guijarro Jesús Serrano Aleix Porras         | 3:07,62         |
| 6     | Schweiz                | Vincent Notz Filippo Moggi Ryan Wyss Charles Devantay              | 3:10,46         |
| –     | Belgien                | Alexander Doom Camille Snyders Sven Van Den Bergh Jonathan Sacoor  | DNF             |
| –     | Italien                | Brayan Lopez Andrea Romani Vladimir Aceti Alessandro Sibilio       | DQ              |
| …     |                        |                                                                    |                 |
| …     | Österreich             | Dominik Hufnagl Nico Garea Felix Einramhof Sebastian Gaugl         | 3:14,57 Qualif. |

Finale: 14. Juli

#### Hochsprung
| Platz | Athlet            | Land | Höhe (m) |
| ----- | ----------------- | ---- | -------- |
| 1     | Maksim Nedassekau | BLR  | 2,29 =SB |
| 2     | Tom Gale          | GBR  | 2,27 SB  |
| 3     | Norbert Kobielski | POL  | 2,23     |
| 4     | Stefano Sottile   | ITA  | 2,20     |
| 5     | Jasmin Halili     | SRB  | 2,20 PB  |
| 6     | Jonas Wagner      | GER  | 2,20     |
| 7     | Dmytro Nikitin    | UKR  | 2,16     |
| 8     | Marek Bahník      | CZE  | 2,16     |

Finale: 14. Juli

#### Stabhochsprung
| Platz | Athlet               | Land | Höhe (m) |
| ----- | -------------------- | ---- | -------- |
| 1     | Bo Kanda Lita Baehre | GER  | 5,65     |
| 2     | Emmanouil Karalis    | GRE  | 5,60     |
| 3     | Thibaut Collet       | FRA  | 5,60     |
| 4     | Sondre Guttormsen    | NOR  | 5,50     |
| 5     | Charlie Myers        | GBR  | 5,50     |
| 6     | Joel Leon Benitez    | GBR  | 5,50     |
| 7     | Adam Hague           | GBR  | 5,50     |
| 8     | Robin Nool           | EST  | 5,40 PB  |
| 9     | Urho Kujanpää        | FIN  | 5,30     |
| 10    | Pierre Cottin        | FRA  | 5,30     |
| 11    | Vincent Hobbie       | GER  | 5,10     |
| 12    | Matěj Ščerba         | CZE  | 5,10     |

Finale: 13. Juli

#### Weitsprung
| Platz | Athlet                    | Land | Weite (m)    |
| ----- | ------------------------- | ---- | ------------ |
| 1     | Miltiadis Tendoglou       | GRE  | 8,32 EL PB   |
| 2     | Héctor Santos             | ESP  | 8,19 PB      |
| 3     | Gabriele Chilà            | ITA  | 8,00 PB      |
| 4     | Hans-Christian Hausenberg | EST  | 7,86 PB      |
| 5     | Mateusz Różański          | POL  | 7,78 SB      |
| 6     | Arzjom Huryn              | BLR  | 7,77         |
| 7     | Mohamed Reda Chahboun     | ITA  | 7,72         |
| 8     | Uladsislau Bulachau       | BLR  | 7,67         |
| …     |                           |      |              |
| 21    | Enrico Güntert            | SUI  | 6,95 Qualif. |

Finale: 12 Juli

#### Dreisprung
| Platz | Athlet                 | Land | Weite (m)      |
| ----- | ---------------------- | ---- | -------------- |
| 1     | Necati Er              | TUR  | 17,37 WU23L NR |
| 2     | Nazim Babayev          | AZE  | 17,03          |
| 3     | Andrea Dallavalle      | ITA  | 16,95 PB       |
| 4     | Tobia Bocchi           | ITA  | 16,59          |
| 5     | Răzvan Grecu           | ROU  | 16,45 PB       |
| 6     | Enzo Hodebar           | FRA  | 16,32          |
| 7     | Jaime Guerra           | ESP  | 16,30 PB       |
| 8     | Florin Alexandru Vișan | ROU  | 16,15          |
| 9     | Ondřej Vodák           | CZE  | 15,86          |
| 9     | Alexandru Tache        | ROM  | 15,86          |
| 11    | Quentin Mouyabi        | FRA  | 15,82          |
| 12    | Philipp Kronsteiner    | AUT  | 15,26          |
| …     |                        |      |                |
| 23    | Paul Walschburger      | GER  | 15,25 Qualif.  |
| 24    | Carlos Kouassi         | SUI  | 15,20 Qualif.  |

Finale: 14. Juli

#### Kugelstoßen
| Platz | Athlet              | Land | Weite (m)     |
| ----- | ------------------- | ---- | ------------- |
| 1     | Konrad Bukowiecki   | POL  | 21,51         |
| 2     | Leonardo Fabbri     | ITA  | 20,50         |
| 3     | Wictor Petersson    | SWE  | 19,53         |
| 4     | Marcus Thomsen      | NOR  | 19,41         |
| 5     | Giorgi Mudscharidse | GEO  | 19,33         |
| 6     | Dsmitryj Karpuk     | BLR  | 19,29         |
| 7     | Odysseas Mouzenidis | GRE  | 18,99         |
| 8     | Cedric Trinemeier   | GER  | 18,98         |
| 9     | Jander Heil         | EST  | 18,39         |
| 10    | Valentin Moll       | GER  | 18,25         |
| …     |                     |      |               |
| 23    | Stefan Wieland      | SUI  | 16,83 Qualif. |

Finale: 12. Juli

#### Diskuswurf
| Platz | Athlet                | Land | Weite (m)         |
| ----- | --------------------- | ---- | ----------------- |
| 1     | Kristjan Čeh          | SLO  | 63,82 WU23L NU23R |
| 2     | Clemens Prüfer        | GER  | 62,15             |
| 3     | Oskar Stachnik        | POL  | 60,01             |
| 4     | Jauhen Bahuzki        | BLR  | 58,56             |
| 5     | Jakob Gardenkrans     | SWE  | 57,86             |
| 6     | Hleb Schuk            | BLR  | 56,95 SB          |
| 7     | Christoforos Genethli | CYP  | 56,59             |
| 8     | Tom Reux              | FRA  | 55,87             |
| …     |                       |      |                   |
| 18    | Merten Howe           | GER  | 51,75 Qualif.     |

Finale: 14. Juli

#### Hammerwurf
| Platz | Athlet                    | Land | Weite (m) |
| ----- | ------------------------- | ---- | --------- |
| 1     | Alberto González          | ESP  | 74,36 PB  |
| 2     | Bence Halász              | HUN  | 74,14     |
| 3     | Mychajlo Hawryljuk        | UKR  | 72,21     |
| 4     | Dániel Rába               | HUN  | 70,80     |
| 5     | Aaron Kangas              | FIN  | 70,58     |
| 6     | Aljaksandr Schymanowitsch | BLR  | 70,56     |
| 7     | Aleksi Jaakkola           | FIN  | 70,08     |
| 8     | Yann Chaussinand          | FRA  | 68,97     |

Finale: 13. Juli

#### Speerwurf
| Platz | Athlet                  | Land | Weite (m)      |
| ----- | ----------------------- | ---- | -------------- |
| 1     | Cyprian Mrzygłód        | POL  | 84,97 CR NU23R |
| 2     | Alexandru Novac         | ROU  | 81,75          |
| 3     | Aljaksej Katkawez       | BLR  | 80,31          |
| 4     | Patriks Gailums         | LAT  | 79,81          |
| 5     | Manu Quijera            | ESP  | 79,22          |
| 6     | Dagbjartur Daði Jónsson | ISL  | 76,30          |
| 7     | Toni Keränen            | FIN  | 74,15          |
| 8     | Lassi Saarinen          | FIN  | 73,17          |

Finale: 13. Juli

#### Zehnkampf
| Platz | Athlet             | Land | Punkte     |
| ----- | ------------------ | ---- | ---------- |
| 1     | Niklas Kaul        | GER  | 8572 CR PB |
| 2     | Johannes Erm       | EST  | 8445 NU23R |
| 3     | Manuel Eitel       | GER  | 8067       |
| 4     | Rody de Wolff      | NED  | 7982 PB    |
| 5     | Ludovic Besson     | FRA  | 7792 PB    |
| 6     | Rafael Raap        | NED  | 7639       |
| 7     | Jan Ruhrmann       | GER  | 7637       |
| 8     | Edgaras Benkunskas | LTU  | 7584 PB    |
| 9     | Andreas Gustafsson | SWE  | 7511 PB    |
| 10    | Finley Gaio        | SUI  | 7453 PB    |

13./14. Juli